# 275962 Chalverat
275962 Chalverat è un asteroide della fascia principale. Scoperto nel 2001, presenta un'orbita caratterizzata da un semiasse maggiore pari a 2,5800614 UA e da un'eccentricità di 0,2163350, inclinata di 5,47148° rispetto all'eclittica.